# Lekomania
Lekomania (inaczej: zależność lekowa lub lekozależność) – uzależnienie od leków, forma toksykomanii, która wywołuje stan psychiczny lub fizyczny, wynikający z interakcji leku i żywego organizmu, charakteryzujący się zmianami zachowania zawsze łącznie z przymusem stałego lub okresowego zażywania leku, w celu doznania oczekiwanego efektu psychicznego lub fizycznego lub w celu uniknięcia nieprzyjemnych bądź bolesnych doznań związanych z brakiem leku. Niebezpieczeństwo uzależniania się od leków polega między innymi na tym, że w miarę rozwoju uzależnienia, chory musi przyjmować coraz większe dawki leku, dla otrzymania pożądanego efektu. Nasila to niebezpieczeństwo przedawkowania leków i wystąpienia ich działań niepożądanych, aż do zatrucia i śmierci.

## Przebieg uzależnienia
Lek powoduje przestrojenie czynności psychicznych oraz somatycznych do tego stopnia, że nagłe przerwanie jego stosowania wywołuje duże zaburzenia czynności organizmu zwane objawami abstynencji. Najczęściej i najszybciej wytwarza się zależność psychiczna od leku, rzadziej i później zależność fizyczna (somatyczna). Uzależnienie fizyczne zmienia funkcjonowanie organizmu na tyle, że nagłe odstawienie leku, powoduje zmiany pracy narządów wewnętrznych, np. zaburzenia ciśnienia krwi, czynności serca, oddychania, układu pokarmowego. 
Związek wywołujący zależność lekową wchodzi w łańcuchy przemian metabolicznych organizmu, dla których staje się w końcu niezbędny. Lekomania obejmuje często leki nasenne, które początkowo stosowane są w celu wywołania snu. Później stają się narzędziem, przy pomocy którego leczy się nie tylko brak snu, ale i napięcie nerwów, lęk, niezadowolenie lub uczucie niezrównoważenia. W miarę rozwoju uzależnienia chory musi przyjmować coraz większe dawki leku, dla otrzymania pożądanego efektu.
Lekomania najczęściej obejmuje leki przeciwbólowe, nasenne, dopingujące i euforyzujące (wywołujące stan błogiego podniecenia). Niekiedy nadużywane są też leki hormonalne, które również kryją w sobie szereg niebezpieczeństw dla zdrowia. Stosowanie hormonów tarczycy na odchudzenie może spowodować nadczynność tarczycy, a hormonów kobiecych na przedłużenie młodości - guzy macicy.

## Nałóg a przyzwyczajenie
Wśród zależności lekowych odróżnia się cięższą postać zwaną nałogiem i lżejszą zwaną przyzwyczajeniem. Istotną cechą zależności lekowej jest nieodparta potrzeba zażywania leku, a w konsekwencji wytworzenia się zachowania, którego celem jest poszukiwanie pożądanego leku za wszelką cenę. Znane są też przypadki zażywania od kilku do kilkunastu i więcej tabletek od bólu głowy, np. Gardanu, Pabialginy, Veramidu itp. lub wypijania kilku butelek kropli żołądkowych, walerianowych, czy nasercowych w ciągu dnia. Przyczyną tego jest naturalna zdolność obrony organizmu przed substancjami szkodliwymi lub trującymi. Jeśli temu długotrwałemu używaniu leków towarzyszyć będą objawy wzrastającego zatrucia lub ogólnego wyczerpania organizmu - to nałogu tego nie można już nazwać lekomanią, lecz toksykomanią. Toksykomanie mogą prowadzić do powstania nałogu lub nawyku.

## Typy lekomanii
Wyróżnia się kilka typów lekozależności:
- typ morfinowy
- typ kokainowy
- typ haszyszowy
- typ amfetaminowy
- typ khat
- typ substancji halucynogennych

Następujące typy lekozależności są powiązane w sposób szczególny:
- typ alkoholowy
- typ barbituranowy
- typ benzodiazepinowy
- typ niebenzodiazepinowy

Wszystkie te substancje są modulatorami receptorów GABAA (ang. GABAA agonist). Na skutek tego występuje między nimi krzyżowa tolerancja: osoba uzależniona od jednej z nich zagrożona jest nawrotem w przypadku zażycia innej z nich. Ale również dzięki temu syndromy zespołu abstynencyjnego w dowolnym z tych uzależnień można zlikwidować używając najmniej szkodliwej z tych substancji, typowo diazepamu.

Przeczytaj ostrzeżenie dotyczące informacji medycznych i pokrewnych zamieszczonych w Wikipedii.